# ليليو مارينو
ليليو مارينو (بالإنجليزية: Lelio Marino)‏ هو شخصية أعمال أمريكي، ولد في 1935 في كييتي في إيطاليا، وتوفي في 12 نوفمبر 2004.